# 南沙織 BEST OF BEST
『南沙織 BEST OF BEST』（みなみさおり ベスト・オブ・ベスト）は、南沙織のベスト・アルバム。2006年9月21日発売。発売元はSony Music Direct、販売元はキープ株式会社。

## 解説
1971年から1975年までの間に南沙織が発表した全シングルA面曲から、ヒット曲が厳選収録されたベスト・アルバム。
販売元にキープ株式会社が関わっている関係で、全国の高速道路内売店やホームセンター向けにも出荷されており、規格品番の上4文字が「MHCL」から始まるベスト盤（たとえば『GOLDEN☆BEST 南沙織 筒美京平を歌う』『南沙織 THE BEST 〜 Cynthia-ly』等）とは異なる流通で販売されている（本ベスト盤の規格品番はDQCL-1132）。
ソニーレコード系列の“BEST OF BEST”シリーズとしては、よしだたくろうやキャンディーズ・天地真理・ガロなどが同時に発売された。
発売日から2ヶ月前の7月21日には、同じくSony Music Directから『南沙織 スーパー・ベスト』がリリースされた。本作品に収録されている全12曲すべてがその『南沙織 スーパー・ベスト』にも収録されている。

## 収録曲
1. 17才（2:47） 
  - 作詞: 有馬三恵子、作曲・編曲: 筒美京平
  - 第22回NHK紅白歌合戦 歌唱曲
2. 潮風のメロディ（3:29） 
  - 作詞: 有馬三恵子、作曲・編曲: 筒美京平
3. ともだち（3:09） 
  - 作詞: 有馬三恵子、作曲・編曲: 筒美京平
4. 純潔（3:02） 
  - 作詞: 有馬三恵子、作曲・編曲: 筒美京平
  - 第23回NHK紅白歌合戦 歌唱曲
5. 哀愁のページ（2:49）　 
  - 作詞: 有馬三恵子、作曲・編曲: 筒美京平
6. 早春の港（2:51） 
  - 作詞: 有馬三恵子、作曲・編曲: 筒美京平
7. 傷つく世代（2:38） 
  - 作詞: 有馬三恵子、作曲・編曲: 筒美京平
8. 色づく街（2:51） 
  - 作詞: 有馬三恵子、作曲・編曲: 筒美京平
  - 第24回 & 第42回NHK紅白歌合戦 歌唱曲
9. ひとかけらの純情（3:06） 
  - 作詞: 有馬三恵子、作曲・編曲: 筒美京平
10. 夜霧の街（3:15） 
  - 作詞: 有馬三恵子、作曲・編曲: 筒美京平
11. 女性（3:02） 
  - 作詞: 有馬三恵子、作曲: 筒美京平、編曲: 高田弘
12. 人恋しくて（4:24） 
  - 作詞: 中里綴、作曲: 田山雅充、編曲: 水谷公生
  - 第26回NHK紅白歌合戦 歌唱曲

## 関連作品
シングルA面曲のみ収録されたベスト・アルバム（LP/CD）
- 南沙織ヒット全曲集 -1975年版-
- シンシア・メモリー
- THE BEST / 南沙織 -1978年6月版-
- THE BEST / 南沙織 -1979年6月版-
- THE BEST / again 南沙織
- 南沙織ベスト・コレクション
- DREAM PRICE 1000 南沙織 17才
- DREAM PRICE 1000 南沙織 色づく街
- 南沙織 スーパー・ベスト